# Piratgruppen
Piratgruppen var en dansk organisation, der støttede ideen om fri fildeling. Den eksisterede for at give fildelere et samlingspunkt for udveksling af erfaring, ideer og meninger og fungerer som et modspil til Antipiratgruppen ved at tilbyde juridisk og økonomisk bistand til folk, der var kommet på kant med loven i forbindelse med fildeling.
Gruppens argumentation for at fildeling skulle være frit, var blandt andet, at når privatpersoner deler medier med hinanden, skabes der reklame for det pågældende produkt. Piratgruppen mente derfor, at medieindustrien ikke bør slå ned på fildelere, fordi fildeling ifølge Piratgruppen i princippet er godt for industrien.
Organisationen tilsluttede sig til en vis grad ophavsretten til beskyttelse af den skabende kunstner og arbejder for at give kunstnerne yderligere indflydelse, når deres produkter skulle bruges kommercielt. 
En del af Piratgruppens arbejde bestod i at dokumentere Antipiratgruppens (APG) virke. 
Piratgruppen er blevet nomineret til en Steppeulv for Årets Idé. Danske aviser nævnte sommetider gruppens synspunkt på fildeling, når emnet berøres. Piratgruppen forsøgte aktivt at give en alternativ synsvinkel til pladebranchens informationer om emnet.
Piratgruppens hjemmeside oplyste om dansk ophavsretslovgivning. 
Den 11. september 2006 udgav Piratgruppen en rapport om udviklingen i pladebranchen fra 1995 til 2005. Rapporten er forfattet af en af Piratgruppens talspersoner (Claus P. Pedersen), og selvom den er skrevet på dansk, har den vakt international opmærksomhed fra bl.a. Lawrence Lessig, stifter af Creative Commons, og Chris Anderson, chefredaktør for computermagasinet Wired.

## Internationalt samarbejde
Piratgruppen annoncerede d. 12. juli 2006 et internationalt samarbejde, The Pro Piracy Lobby, bestående af Piratgruppen (Danmark), Piratbyrån (Sverige), Piratgruppen (Norge), The Pirate Bay (Sverige) og Artliberated (Sverige).